# Rincón de Ademuz
Pour les articles homonymes, voir Rincón.
Le Rincón de Ademuz (en valencien: El Racó d'Ademús) est une comarque espagnole de la province de Valence, située dans la Communauté valencienne. Son chef-lieu est Castielfabib. Elle est située dans la zone à prédominance linguistique castillane.
Le Rincón de Ademuz est une exclave de la Communauté valencienne, située entre la province de Teruel en Aragon et la province de Cuenca en Castille-La Manche.

## Communes

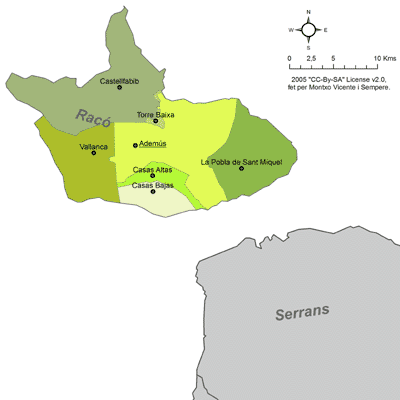
Communes du Rincón de Ademuz

- Ademuz
- Casas Altas
- Casas Bajas
- Castielfabib
- Puebla de San Miguel
- Torrebaja
- Vallanca

## Personnalités liées à la comarque
- Francesc Candel Tortajada (1925-2007). Écrivain et intellectuel né à Casas Altas. Dans ses livres, il décrit la difficile vie des immigrants de la comarque à Barcelone dans les années 1950.
- Elvira Lindo. Écrivaine née à Cadix (Andalousie), originaire d'Ademuz.